# Charles Silver
Charles Silver, né le 16 avril 1868 à Paris, où il est mort le 10 octobre 1949, est un compositeur français.

## Biographie
Charles Silver fréquenta très tôt le Conservatoire de musique et de déclamation à Paris. Il fut élève dans la classe d'harmonie de Théodore Dubois, récompensé par un premier Prix en 1889 puis la classe de composition de Jules Massenet. En 1890 Silver se présente au concours du Prix de Rome avec sa cantate Cléopatre et obtient un deuxième Second Grand Prix. C'est l'année suivante, en 1891, que Charles Silver remporte le premier Grand Prix de Rome.
Silver est nommé professeur d'harmonie au Conservatoire de musique et de déclamation en 1919, classe qu'il tiendra jusqu'à son départ à la retraite 1934.
Jodie Devos et Caroline Meng ont enregistré un air tiré de La Belle au bois dormant (1901) et Cyrille Dubois un air extrait de son opéra Myriane (1913).